# Maina (Uljanowsk)
Maina (russisch Ма́йна) ist eine Siedlung städtischen Typs in der Oblast Uljanowsk in Russland mit 7109 Einwohnern (Stand 14. Oktober 2010).

## Geographie
Der Ort liegt gut 50 km Luftlinie westsüdwestlich des Oblastverwaltungszentrums Uljanowsk auf der Wolgaplatte. Er befindet sich unweit der Quelle der Maina, eines rechten Zuflusses des Sura-Nebenflusses Barysch.
Maina ist Verwaltungszentrum des Rajons Mainski sowie Sitz der Stadtgemeinde Mainskoje gorodskoje posselenije, zu der außerdem die im Umkreis von bis zu 13 km liegenden Dörfer Abramowka, Aksakowo, Berjosowka, Bolschoje Scherebjatnikowo, Kadykowka, Karzowka, Komarowka, Repjowka Kolchosnaja, Tamby und Wjasowka gehören.

## Geschichte
Der Ort entstand 1898 beim Bau der Eisenbahnstrecke Insa – Simbirsk als Siedlung um eine dort errichtete, nach dem Fluss benannte Station.
1924 wurde Maina Verwaltungssitz einer Wolost, 1930 eines neu geschaffenen, nach ihm benannten Rajons. 1957 erhielt der Ort den Status einer Siedlung städtischen Typs.

### Bevölkerungsentwicklung
| Jahr | Einwohner |
| ---- | --------- |
| 1939 | 3158      |
| 1959 | 5127      |
| 1970 | 6701      |
| 1979 | 6924      |
| 1989 | 8216      |
| 2002 | 7974      |
| 2010 | 7109      |

Anmerkung: Volkszählungsdaten

## Verkehr
Maina besitzt einen Bahnhof bei Kilometer 835 der 1898 eröffneten Eisenbahnstrecke (Moskau –) Insa – Uljanowsk.
Durch die Siedlung verläuft die Regionalstraße 73K-1429, die von Zilna über Bolschoje Nagatkino kommend gut 20 km nördlich von Maina bei Tagai die föderale Fernstraße R178 Saransk – Uljanowsk kreuzt und weiter in südlicher Richtung zur 73K-1427 Richtung Kusowatowo verläuft.

## Söhne und Töchter des Ortes
- Juri Afanassjew (1934–2015), Historiker und Politiker